# 格利泽317b
格利泽317b是一颗位于罗盘座、距离地球约30光年的系外行星，其母星为红矮星格利泽317。2007年7月，科学家宣布发现了该行星。该行星是一颗类木行星，轨道距离中央恒星约0.95天文单位，但由于较慢的轨道速度（14.82公里/秒），其轨道周期长达1.9地球年。